# Eriophorum gracile
Eriophorum gracile là loài thực vật có hoa trong họ Cói. Loài này được Koch mô tả khoa học đầu tiên năm 1799.

## Hình ảnh

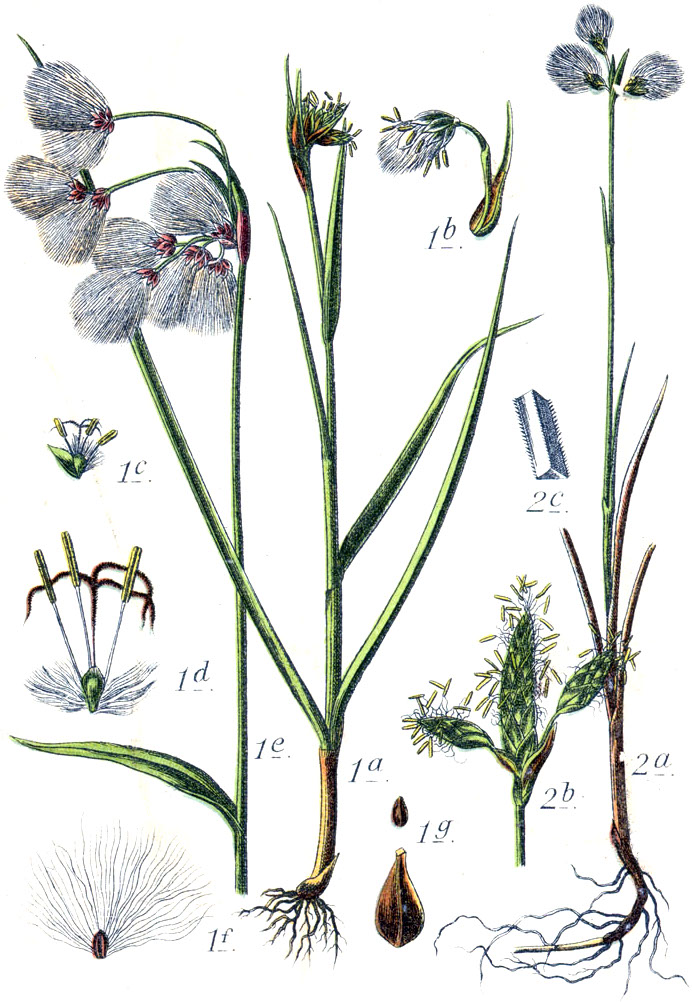
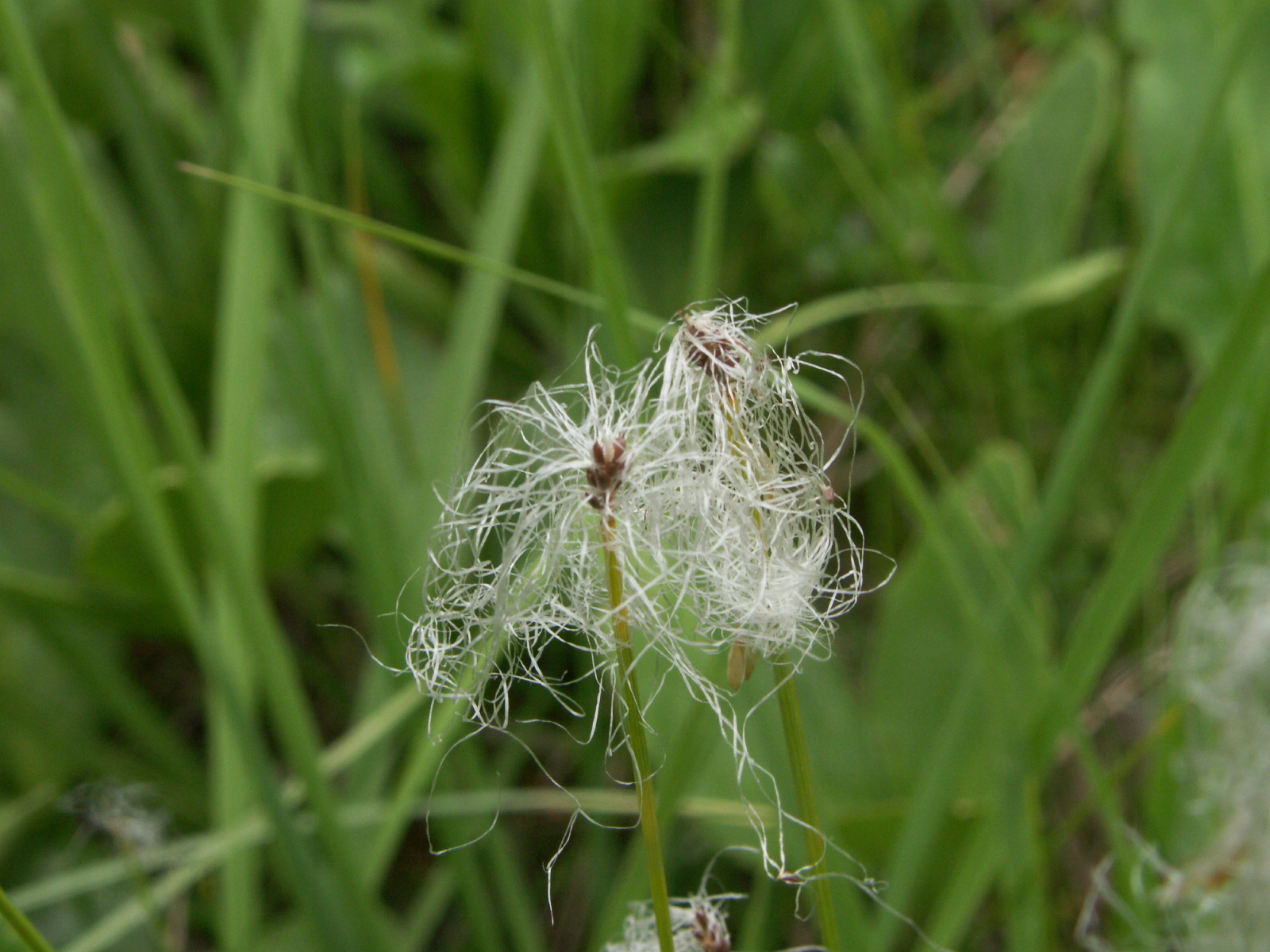
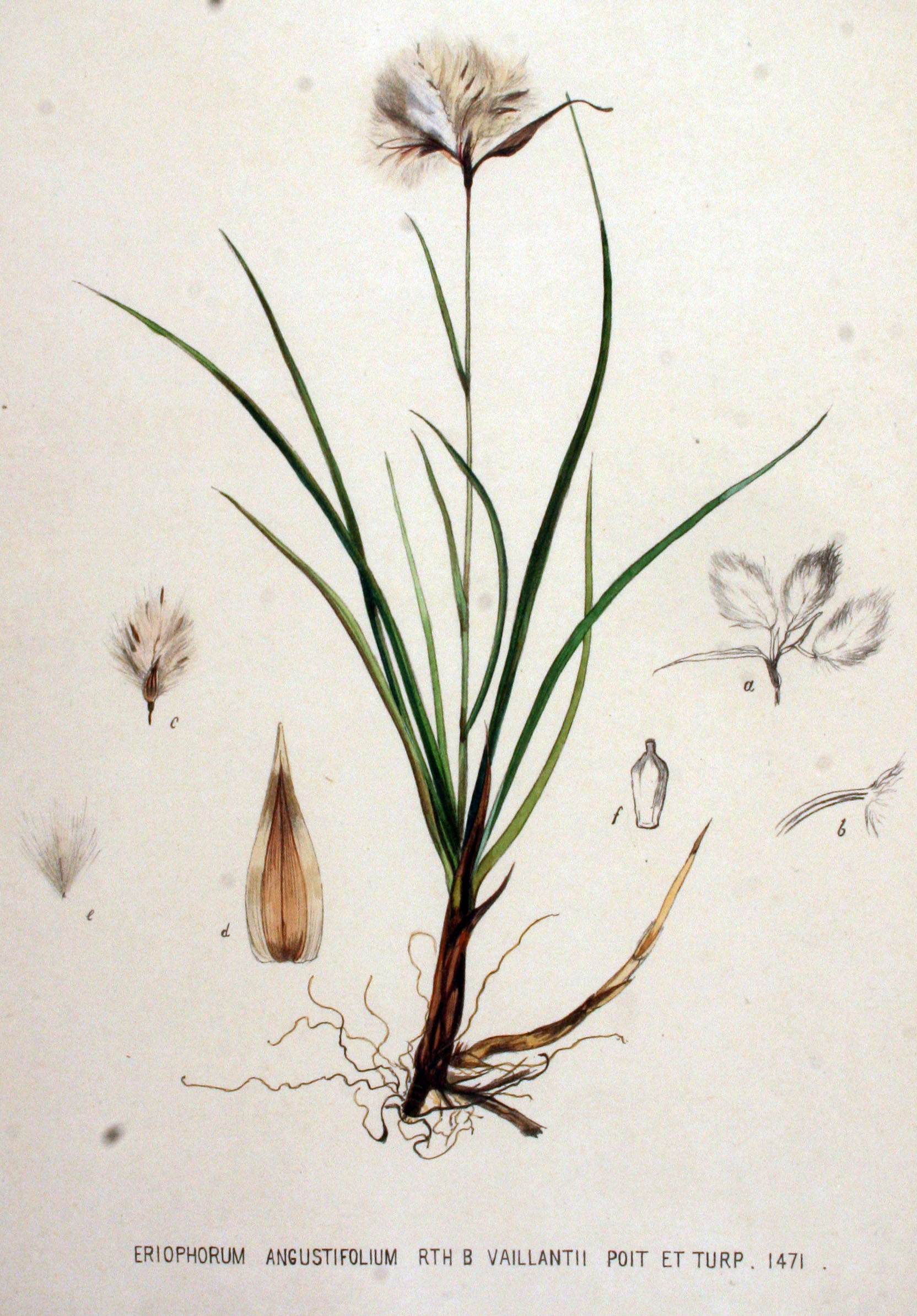
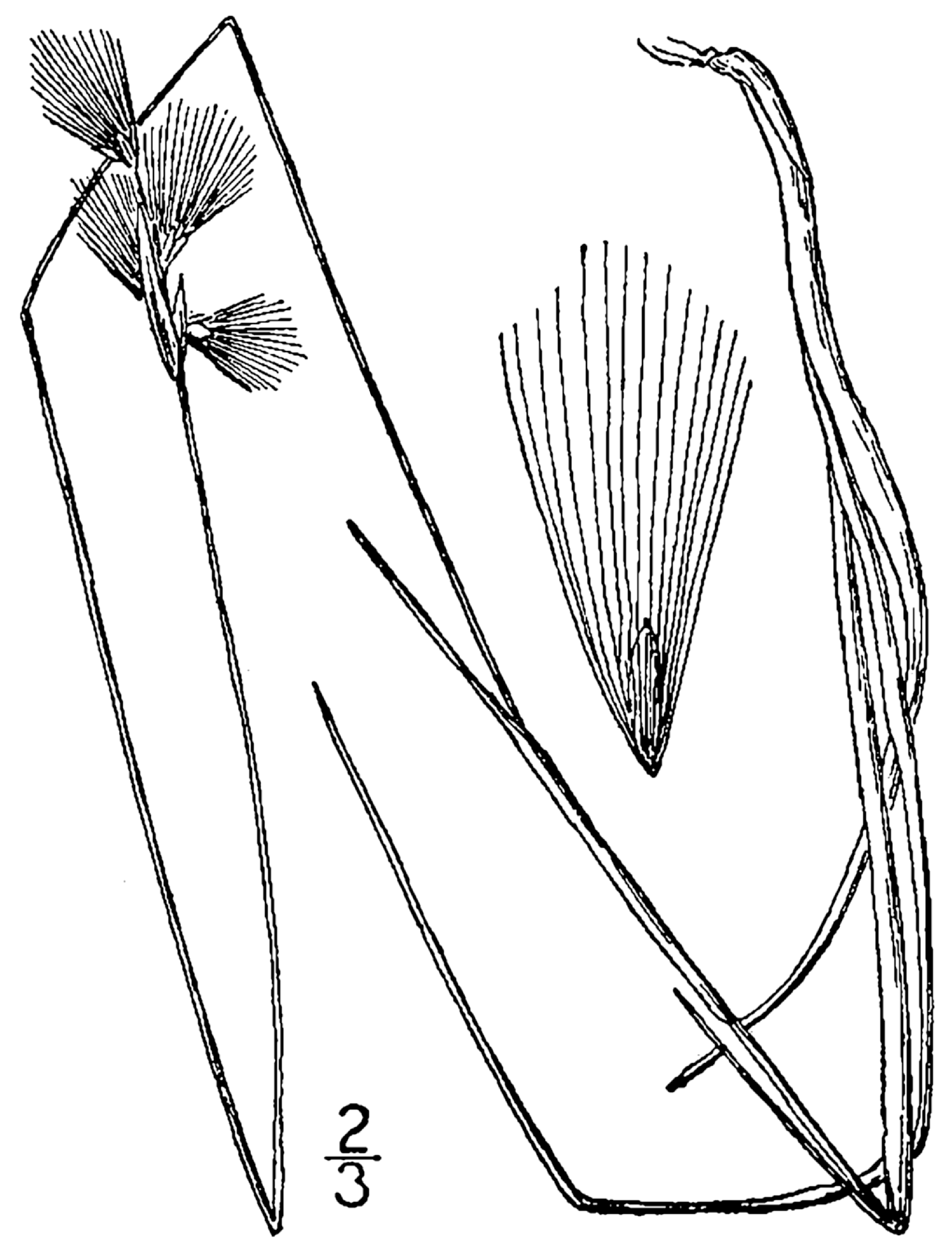